# ウインチ
ウインチ（捲揚機、英: winch）は、回転ハンドルまたは原動機の回転力を歯車装置などで減速して回転させるドラムでロープなどを巻き取って、ロープなどに張力を与える機構の総称である。物体の上げ・下ろし、運搬、引っ張り作業などに使用する機械である。巻き揚げ機とも呼ばれ、主に重量物の移動や保持に用いられる。
ドラムにワイヤーロープなどを多層巻きするものには、ロープをガイドすることでドラムに均等な巻きつけをするためのシフター装置を装備するものがある。

## 形態

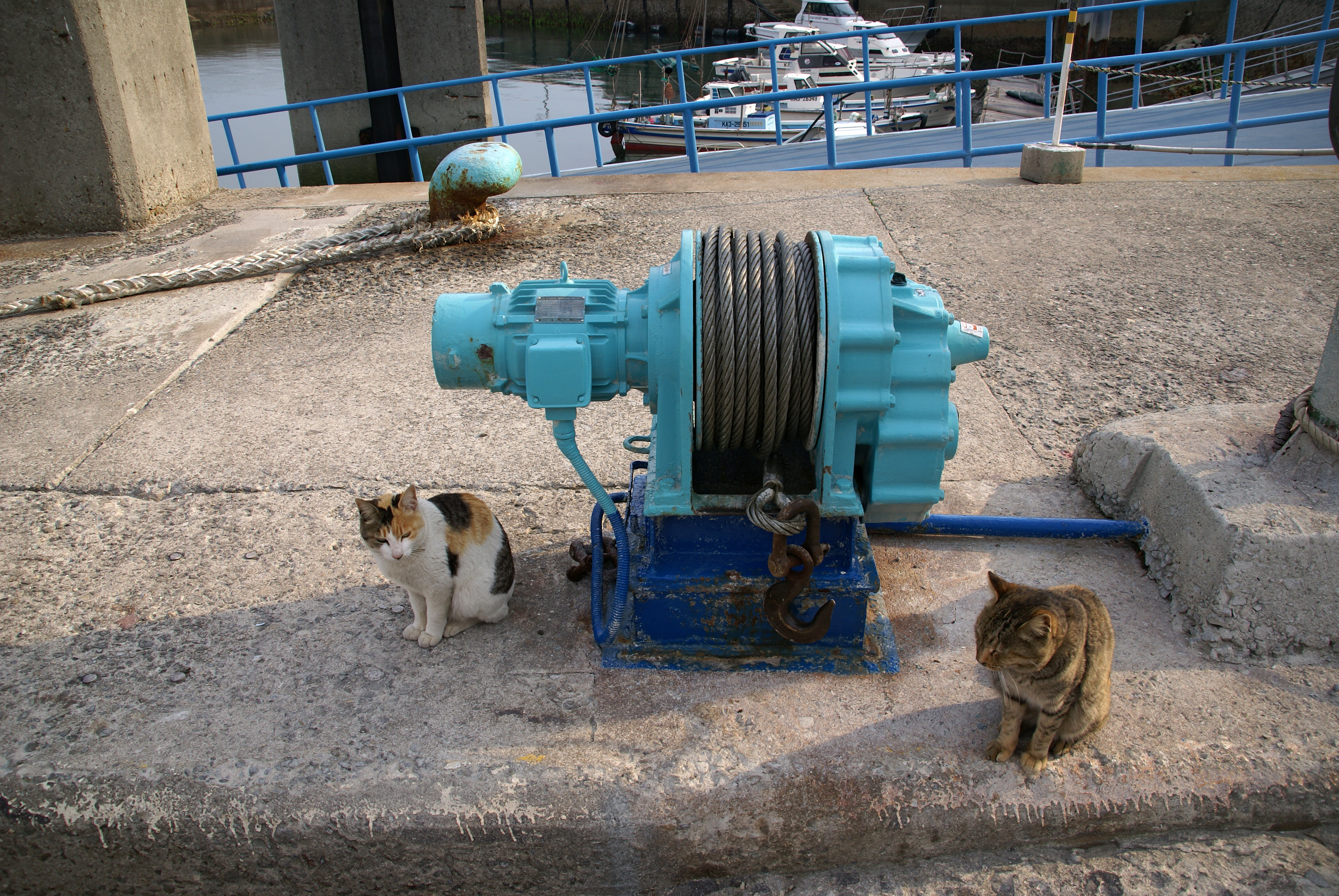
港湾用定置型電動ウインチ

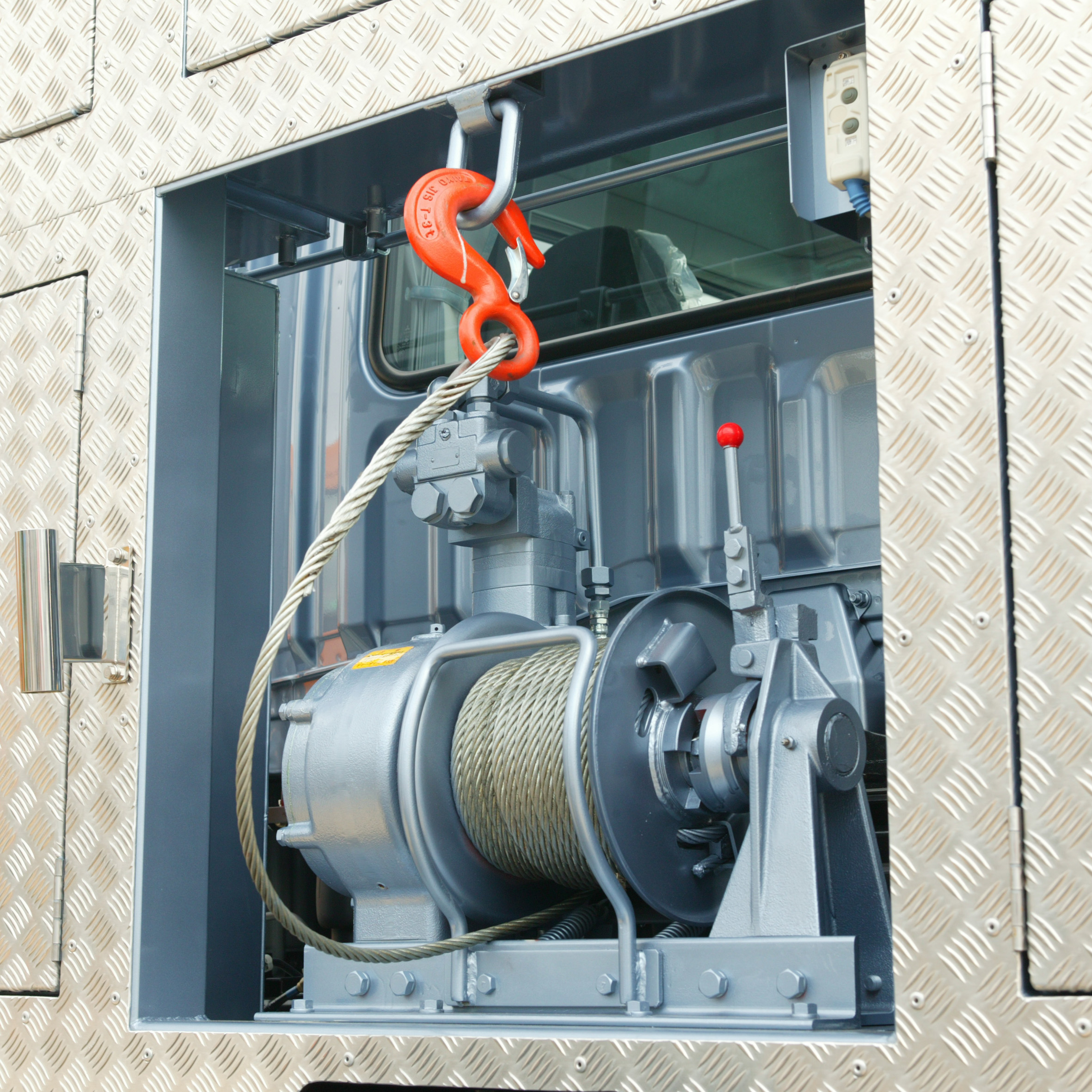
建設機械運搬車の荷台に装備された油圧ウインチ

定置型
專ら構造物に固定して用いる構造のウインチ。貨物・船舶・車両等の昇降や小移動のほか、リフト・エレベーター・可動橋や乗用遊具の昇降、大形扉やドーム屋根の開閉、プラントや舞台装置など各種機械設備の動作にも使われる。
100V小型ポータブル定置タイプ
家庭用100Vで使用できる小型ポータブル定置タイプも登場している。（トーヨーコーケンのベビーマイティやユニパーの疾風（はやて）ウインチなど）。
可搬型
仮設的に短期間使用する目的のウインチで、移動運搬に便利な構造を備えるもの。
小型ホイスト
吊り下げ式の巻き揚げ機。建築工事現場で比較的に軽量な建材や工具などの荷揚げに多用されている。（トーヨーコーケンのベビーホイストや京セラインダストリアルツールズの吊り下げ型ウインチなど）。
林業集材装置
長方形のソリの上に複胴ウインチとエンジンを取り付けたもの。伐採樹木の引き寄せ集材作業のほか、林業以外の仮設貨物用ロープウェイや送電線工事、デリックにも多用されている。
手巻きウインチ
可搬型としては、電気工事用、鉄道架線工事用、人命救助用、山岳救助用、多目的軽荷重用途のものがある。
オンボード（搭載）型
船舶、四輪駆動車、林業用車両、車両積載車、救助用工作車などに搭載されている。

## 動力
- 人力、畜力
- 原動機
  - 電動機
  - 蒸気機関（外燃機関）
  - エンジン（内燃機関）
  - 油圧モーター
  - エアモーター

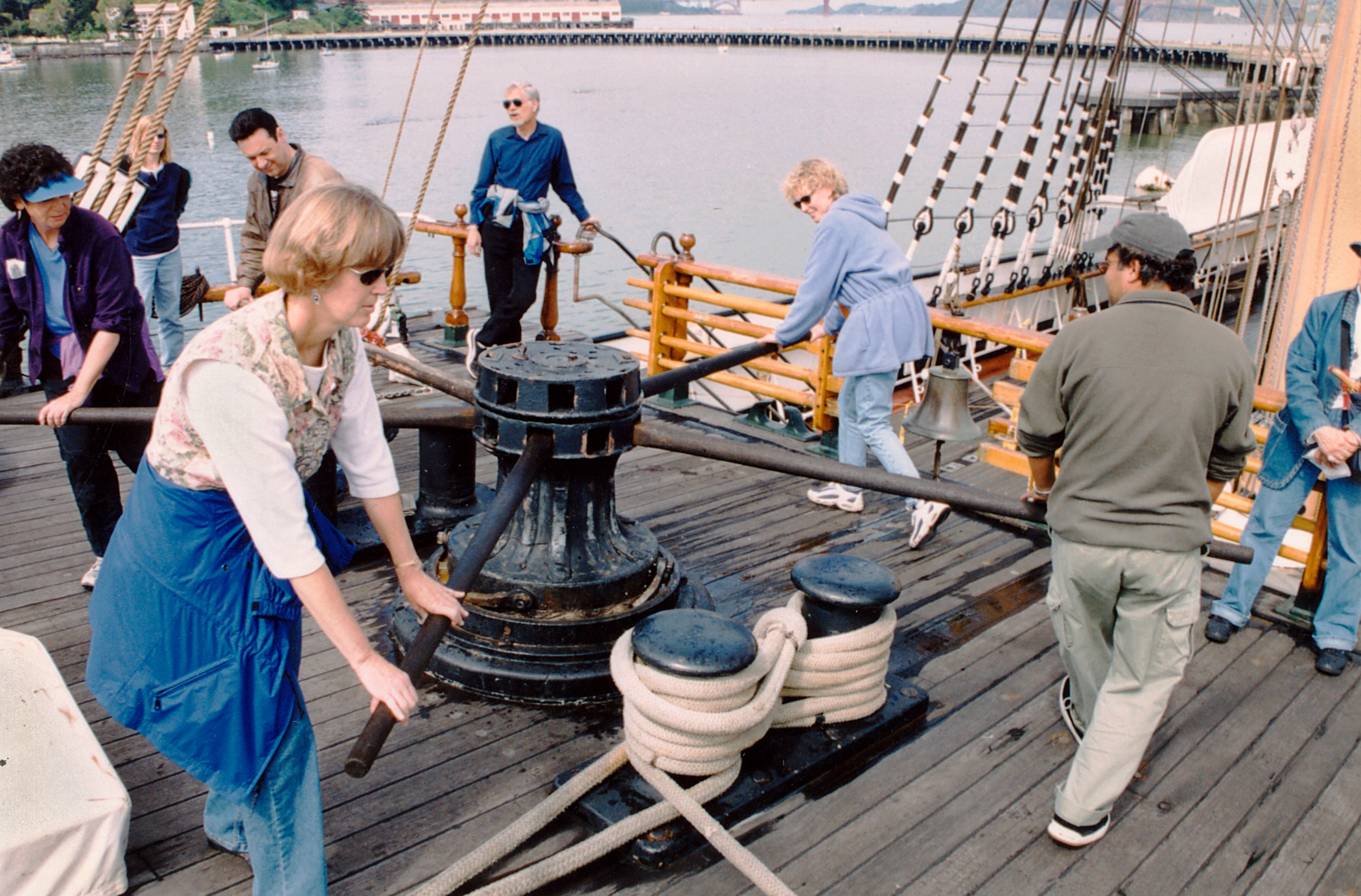
船上のキャプスタンを回す観光客。

帆船が使われていた時代には、船上にキャプスタンと呼ばれる巻き上げ機を設置することで巻き上げを補助していた。巻き上げるスピードはシーシャンティという労働歌のリズムにより調整した。
原動機が登場すると動力として使われるようになった。現代では定置型では電動機とエンジンが多い。
1960年頃までは、船舶や鉄道の分野において、蒸気機関を動力源とするウインチが多用されていたが、現在はほとんど用いられていない。
車載用としては、主に趣味用のSUVなどに適した小型小容量のものが純正、または後付型などにあるが少数派で、エンジンの回転力をトランスミッション、またはトランスファー（四輪駆動車の場合）から分配するパワーテイクオフ（Power Take-Off、PTO）方式が主流である。
PTO式での動力の伝達は、機械式と呼ばれるギアと回転シャフトで回転力をウインチに伝えるものと、PTOで油圧ポンプを駆動し油圧モーターでロープ巻取ドラムを駆動する油圧式とがある。車載用などの小型のものは構造が単純な機械式も用いられているが、産業用のものや、大型で牽引能力が大きいものでは、エンジンストールの心配が無く、かつ操作が容易な油圧式がほとんどである。
炭鉱、鉱山、トンネル工事現場などの坑道や、石油系化学系プラントなど可燃性・爆発性ガスに触れる恐れのある場所では、漏電や電気火花を生じる危険性が無く、泥や水に曝されても故障の少ない圧縮空気を動力源とするウインチが多用されている。
人力のものは、ハンドウインチとも呼ばれる。巻き取りドラムを持たないチルホールにくらべ、巻き込めるロープ長に制限があり、巻取り可能なロープ長さは短い。ただし、小型軽量かつ電源が必要ないため価格が安く、懸垂幕、シャンデリアなどの照明器具昇降装置、ゴルフ場などのネット昇降装置、小型船舶、農業設備、駐車場ロープ巻取り、コンベア脚俯仰用など、定置型でも使用頻度が少なく軽荷重な用途や小型軽量化が求められるあらゆる用途に使用されている。

## 原動機による分類
電動式
- 交流モーター
  - 単相
  - 三相
    - 巻線型（クレーンモーター。スピードコントロールが可能）
    - かご型
      - 一速（一般的汎用モーター。インバータ制御によりスピードコントロールが可能）
      - 二速（ポールチェンジモーター）

- 直流モーター（スピードコントロールが可能）

油圧式
- 油圧モーター（スピードコントロールが可能）

空圧式
- エアモーター（スピードコントロールが可能。防爆区域の使用に適している）

エンジン式
- ガソリンエンジン
- ディーゼルエンジン

## ドラムによる分類
単胴
一つの原動機に対し、一つのドラムを有するもの。
重量物の吊上げ用途や車両に搭載されるウインチなどで一番多く用いられている方式
双胴
一つの原動機に対し、同軸で同回転のドラムを仕切り板などで分けて複数のロープを同時に巻込みまたは、巻込みと巻出しを同時に行えるもの。
大型ジブクレーンの起伏用・主巻用、水門昇降開閉用、大型門扉や可動式大屋根の開閉用、舞台やスタジオの吊物昇降装置などで多用されている。
複胴
一つの原動機に対し、二つ以上の巻取りドラムまたはワーピングドラムを有し、クラッチなどにより、単独または同時にロープを巻くもの。
複胴型では、個々のドラムに逆転防止ラチェットやブレーキ機構を付加したものも多用されている。
デリック、クローラクレーン、ケーブルクレーン、大型船舶用ウインドラス装置やムアリングウインチ、林業架線や集材装置、建設工事用途などで多用されている。
大型船舶ウインドラス装置、林業用集材装置、送電線鉄塔工事用ウインチでは、複胴にワーピングドラムを付加した3胴または4胴ウインチが一般的である。
ワーピングドラム（キャプスタンウインチ）
つづみ型のドラムにロープを数回巻き、摩擦力を利用し、ロープに張力を加えるもの。
岸壁や船舶の多目的ウインチ、電気工事通線作業、井戸掘削機、ボーリングマシン、小型杭打機、重量物の橫曳き作業などで多用されている。
専ら柔軟な繊維ロープを低速で巻き取る用途で用いられており、ワイヤロープには適さない。
摩擦ドラム
V形溝付ドラムを平行に溝の半ピッチ分ずらして2つ置き、これにワイヤロープを順々にかけて、その摩擦力でロープに張力を加えるもの。
ロープ式エレベーター、高揚程高速リフト、インクライン、ケーブルカー、特に重量の大きい舞台機構装置の昇降用、大規模送電線の延線作業などで多用されている。
長大なワイヤロープの高速巻取りに適しており、柔軟な繊維ロープには適さない。

## 用途
建設
左官などの荷揚げ、リフト、クレーン、建て起こし作業、橫曳き作業、電線を引き通す作業など
土木
土砂搬出（トンネル工事）、岩石や樹木の曳き倒し作業、橫曳き作業、重量物の架線運搬など
林業
伐木の引き寄せ集材作業、林業架線（仮設ロープウェイの一種）
設備
アスファルトプラント、台車横行、扉や屋根の開閉、水門、船陸揚、舞台やスタジオの照明装置や幕類の昇降、倉庫や工場などで荷の昇降、スポーツ施設のネット展開や収納、4人乗り程度の小型エレベーターの巻上機など
消防車
救助活動（救助ロープの張上げ、重量物の小移動）事故車の排除などに用いられる。
車両積載車・レッカー車
自走できない車両の積み下ろしのほか、固縛（タイダウン）、レッカー車では横転車の引き起こしや吊上げにも用いられる。
四輪駆動車
路外走破性の向上や、他車の救援、倒木など障害物の撤去に用いられる。樹木や岩などを介してワイヤのフックを自車に引っかけ、ウインチで巻き取りながら急勾配や泥沼などを走破する。
船舶
船舶を岸壁に係留するときは本船と岸壁上の係留器具（ビット）の間にロープを張って固定し、洋上で停泊するときは錨を用いるため、ムアリングウインチやウインドラス装置（揚錨ウインチ）が用いられている。タラップやランプウェイの昇降、雑用クレーンや揚貨装置にもウインチが用いられている。キャプスタンも動力化されている。
帆船やスポーツヨットでは、手廻ハンドルと歯車減速機内蔵ワーピングドラムが一体化したウインチが多用されている。
その他
グライダーの離陸曳航（引っ張ること）用、その他、軽荷重で使用頻度の低い用途では人力手廻式のウインチが多用されている。

## 歴史
ウインチが文献に現れた最古の例として、ヘロドトスのペルシア戦争についての歴史書（『歴史』 7.36）がある。それによると紀元前480年、数百の船を並べてヘレスポントス海峡に橋をかける際に、船を繋ぐ綱を引き締めるのに木製のウインチが使われたという。それ以前にアッシリアでウインチを使っていたと考えられている。紀元前4世紀のアリストテレスの時代には、ウインチと滑車を使った巻き上げ機が普通に建築に使われていた (Mech. 18; 853b10-13)。